# Aguégués
Aguégués är en kommun i departementet Ouémé i Benin. Kommunen har en yta på 52 km2, och den hade 44 562 invånare år 2013.